# Вооружённые силы Иордании
Вооружённые силы Иордании (араб. القوات المسلحة الأردنية‎) со всеми подразделениями прямо подчиняются королю Абдалле II.

## Структура ВС Иордании
- Сухопутные войска Иордании,
- Королевские военно-воздушные силы Иордании
- Военно-морские силы Иордании
- Королевские силы

## Общая информация
Военная служба в Иордании осуществляется по призыву. Юноши призываются в армию на 3 месяца по достижении ими 18-ти лет. При условии, что у юноши есть братья. В противном случае, он считается кормильцем семьи и не призывается.

## Галерея

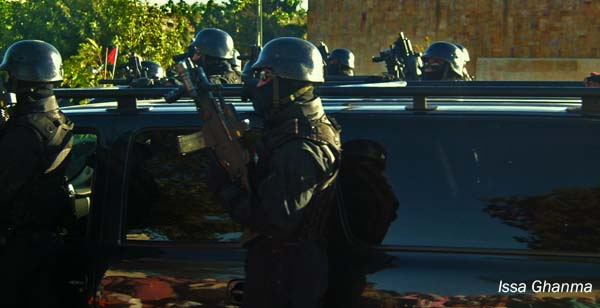
Солдаты специального назначения
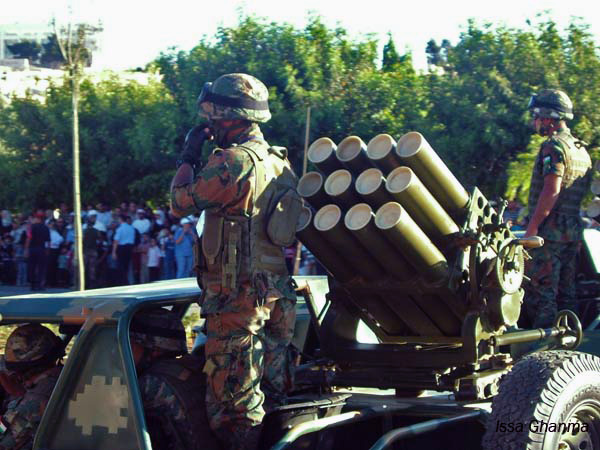
Солдаты ВС Иордании на военном параде
Фейсал ибн Хусейн на авиашоу Falcon
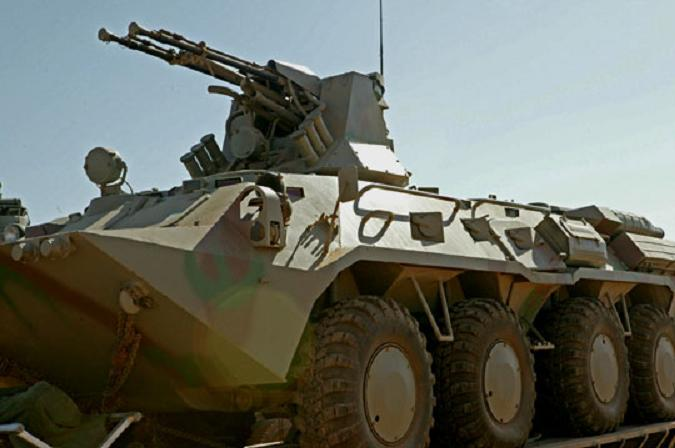
БТР-94 Сухопутных войск Иордании
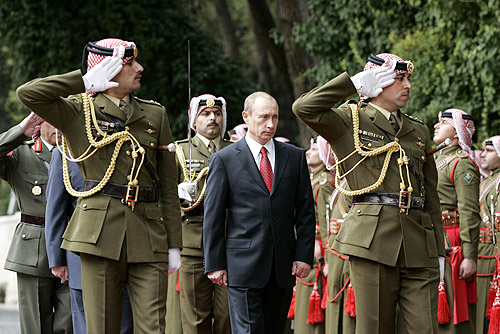
Официальная церемония встречи Владимира Путина с Королём Иордании Абдаллой II.